# Шмалкалдски рат
Шмалкалдски рат вођен је од 1546. до 1547. године између немачких протестантских кнезова удружених у Шмалкалдском савезу и немачког цара Карла V.

## Шмалкалдски савез
Шмалкалдски савез основан је 1531. године ради одбране протестантизма и остварења самоуправе. Савезу су припадали протестантски градови, тако да је постао озбиљна сметња политици цара Карла. Ангажован у борбама против Француске и Турске, цар све до 1544. године није могао ништа предузети против савеза. Пошто је закључио мир са Француском (1544. године) и придобио протестантског војводу, касније изборног кнеза Морица Саксонског, кнеза Ханса фон Кистрина и друге, почео је с припремама за ликвидацију Савеза и учвршћивање своје власти.
Пошто су вође Савеза, саксонски изборни кнез Јохан Фридрих и Филип I Хесенски 1546. године одбили да учествују на Тридентском концилу, цар их је проглнао. То је био повод за Шмалкалдски рат.

## Рат
У јесен исте године нашле су се на Дунаву две противничке војске, свака приближне јачине око 40.000 пешака и 2-6000 коњаника; царском војском командовао је шпански војсковођа Алба, а савезничком Јохан Фридрих и Филип. Ратна дејства састојала су се у поседању логора, заузимању положаја, обостраном артиљеријском дејству, многобројним чаркама и освајању небрањених градова. Временске прилике биле су неповољне; обе војске трпеле су због незадовољства у редовима најамника који нису примали редовне новчане принадлежности. Све то је наводило на обострано избегавање судара. Но, кад је цар из Италије и Холандије добио потребну помоћ, укључујући и артиљерију, Алба је преузео иницијативу. На вест да је Мориц упао у Саксонију, вође савеза су у новембру 1546. године код Донауверта распустили своје трупе, што је Алба искористио и покорио све протестантске градове сем Магдебурга и Бремена.

## Крај рата
Шмалкалдски савез распао се 1547. године, а после царске победе код Милберга, борбе између Морица и цара (1552) и преласка Албрехта Браденбуршког на страну цара, закључен је верски Аугсбуршки мир. Најзад, Пасауским уговором од 2. августа 1555. године протестантима је привремено призната верска слобода, због које је Шмалкалдски рат и вођен.